# Nemo Studios
Nemo Studios era el nombre del estudio de grabación en Londres, planificado, construido y usado por el compositor griego Vangelis en 1975
Una gran cantidad de álbumes clave de la carrera de Vangelis fueron compuestos en Nemo, incluyendo la renombrada banda sonora de Blade Runner de Ridley Scott, Chariots of Fire de Hugh Hudson (por el cual ganó un Oscar) y The Bounty de Roger Donaldson.
El estudio estaba localizado en el segundo piso del antiguo edificio de la escuela Hampden Gurney muy cerca de Marble Arch. El edificio no existe en la actualidad. El equipamiento de Vangelis incluía más de 20 sintetizadores e instrumentos acústicos de teclado, así como numerosos instrumentos de percusión.